# Пижмиця пахуча
Пижмиця пахуча або вусач мускусний (Aromia moschata (Linnaeus, 1758)) — вид жуків з родини Скрипунових.

## Етимологія назви
Науковий латинізований видовий епітет «moschata» походить від давньогрецького «μόσχος» — «мускус». Український епітет «пахуча» є традиційною назвою, утворений від «пахнути», що пов'язано із пахучими захисними виділеннями імаґо із запахом мускусу. У літературних джерелах можна знайти й інші вернакулярні назви: козак пахущик; табачник, пахущик вербовий; козак пахущик, верб'янка, козулька пижм'ячка, пахущик вербовий; пижмак пахущий, козак пахущик, козулька пижм'ячка, пахущик вербовий; вусач пижмовий вербовий; вусач мускусний. 
Назва «вусач мускусний» є росіянізмом, що у другій половині ХХ століття замістила питомо українські. Іринарх Щоголів вказував на суттєві відмінності між українськими і російськими назвами виду, зокрема зазначивши російські назви: «рос. Мускусникъ, Мускусный усачъ». Заміщення українських назв російськими відбулось через внесення виду до ІІ, ІІІ і IV видань Червоної книги України саме під російською назвою «Вусач мускусний». Вживання назви «вусач мускусний» є небажаним в українській номенклатурі, на заміну якого було запропоновану сучасну адаптацію низки традиційних українських назв — «Пижмиця пахуча».

## Морфологія

### Імаго

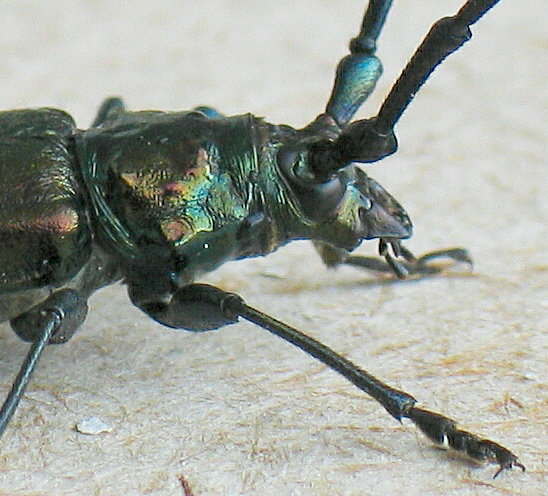
Голова та передньоспинка Пижмиці пахучої

Тіло велике (13-40 мм), помірно широке, з металічним блиском синього, зеленого, бронзового або комбінованого, з попередніх кольорів, забарвлення. У самців вусики довші за тіло, а у самок — коротші; їх 1-й членик на вершині з гострим виступом, 4-9-й членики з витягнутими зовнішніми кутами. Передньоспинка ледь поперечна, позаду вершини і перед основою перетягнута, з горбом посередині бічного краю, на диску з низкою горбистих виступів. Задні стегна помірно потовщені, заходять за вершину надкрил.

### Личинка
Личинки сіруватого кольору з короткими щетинками. Середній шов голови виразний. Зчленований отвір вусиків широко відкритий. З кожної сторони голови є по одному вічку. Ноги довгі (4 членики і кігтик). Мозолі черевця в борозенках.

## Життєвий цикл

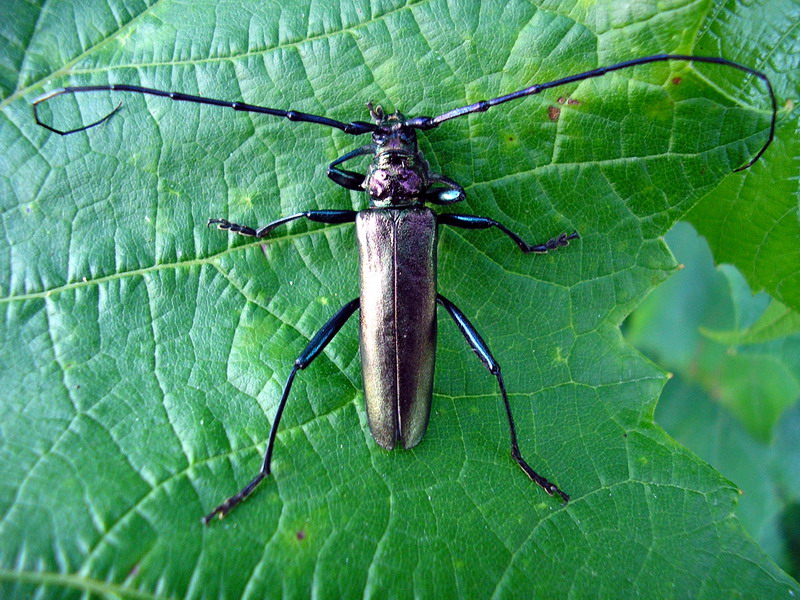
Пижмиця пахуча

Личинки заселяють живу деревину різних видів верби, що дає можливість поширюватись в міських екосистемах. Перед заляльковуванням вони прогризають плоский хід в лубі й вгризаються в деревину, створюючи лялечкову камеру з двома вужчими ходами — вверх і вниз. Розвиток триває 2-4 роки.

## Екологія
У 2023-му році було здійснено консолідований аналіз знахідок Пижмиці пахучої в Україні і біо-кліматичне моделювання придатності середовищ існування.  Результати показали широке поширення виду в Україні, переважно в межах лісової і лісостепової зон, а степовій зоні і у Карпатах Пижмиця пахуча є рідкісною. Кліматичні умови та рослинність у степу і Карпатах здебільшого непридатні для існування виду, тому вид тут поширений дуже нерівномірно і локально. Моделювання продемонструвало, що найбільш придатною для Пижмиці пахучої є північні й центральні регіони України. 
Пижмиця пахуча є звичайним у природних і вторинних вербових лісах уздовж усіх типів прісноводних водойм, включно з річками, озерами, болотами, штучними ставками та водосховищами. Також A. moschata часто трапляється у великих містах, де для озеленення використовують десятки видів верб. Це пов'язано з тим, що личинки виду розвиваються у деревині верб.
Чисельність популяції Пижмиці пахучої оцінюється близько 10 особин на 1 кілометр річкової долини.

## Поширення

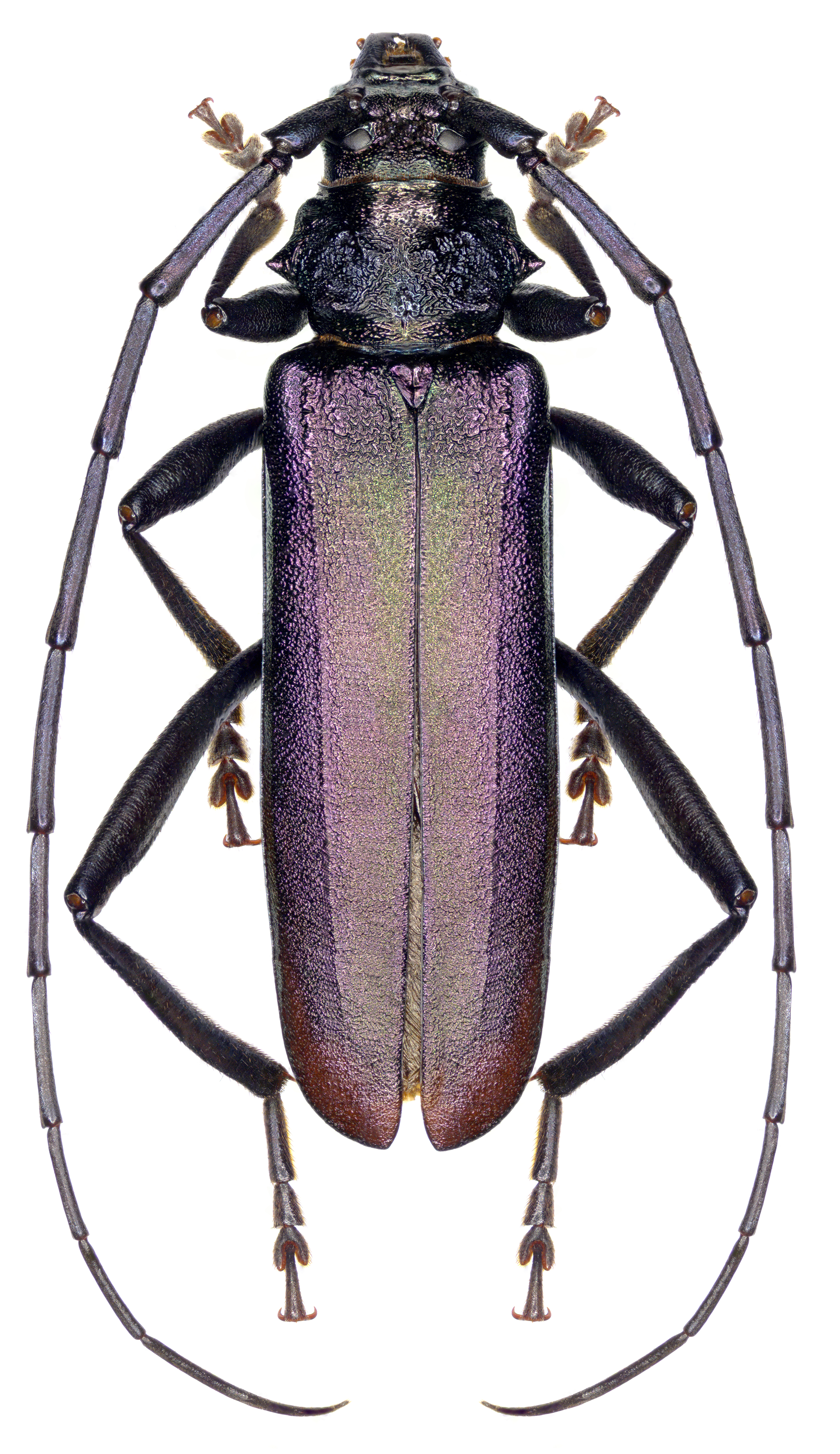
Пижмиця пахуча, самець. Україна, Донецька обл., Бахмутський р-н

Хорологічно Пижмиця пахуча входить до групи транспалеарктичних видів у палеарктичному зоогеографічному комплексі, населяючи Північну Євразію від Атлантичного на заході і до Тихого на сході океанів.
В Україні Пижмиця пахуча є звичайним, подекуди — масовим видом, розповсюдженим по усій території країни. Вид тяжіє до річкових заплав вкритих вербовими лісами, також трапляється на поліських болотах вкритих вербовими чагарниками (верби попеляста, вушката, козяча та ін.), а у Карапатх підіймається до висоти 800-1000 м на північно-західному макросхилі і до 500-700 м — на північно-східному макросхилі. 

## Природоохоронний статус
Пижмиця пахуча занесена до II (1992 р.), III (2009 р.), IV (2021 р.) виданнів Червоної книги України. При цьому на глобальному рівні вид не потребує охорони і у переліках Міжнародного союзу охорони природи зазначений у категорії LC — «найменша загроза».
Включення Пижмиці пахучої до ІІ видання Червоної книги України відбулось зусиллями Івана Загайкевича, який окрім всього також був автором нарису виду. Мотивацією для включення цього виду була опублікована його нотатка про охорону Скрипунових 1960-го року, де він з-поміж іншого зазначав: «...ряд видів звертає на себе увагу завдяки красивому вигляду, великим розмірам, забарвленню, малюнку, цікавим пристосуванням... Такі види, якщо вони не завдають відчутливих пошкоджень господарству, повинні охоронятися з характеринми для них біотопами.».